# 里奧布蘭科 (聖馬科斯省)
里奧布蘭科（西班牙語：Río Blanco），是危地馬拉的城鎮，位於該國西南部，由聖馬科斯省負責管轄，面積36平方公里，海拔高度2,519米，2002年人口4,872，人口密度每平方公里135.33人。